# عملیات قعر دریا

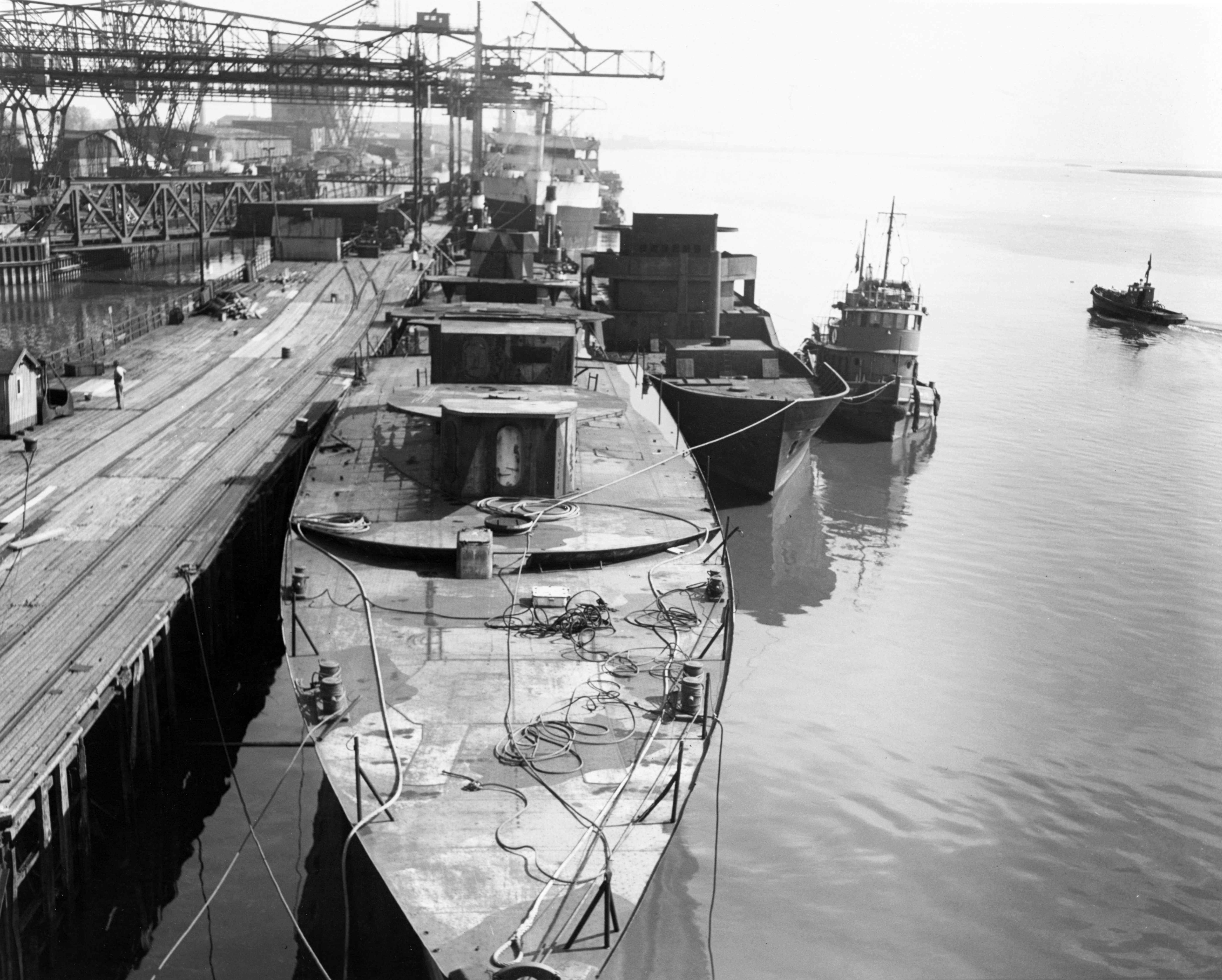
کشتی‌های آلمانی سابق در اسکله میدگارد در بندر نوردنهام در هفدهمین فرماندهی بندر اصلی، ۲ ژوئیه ۱۹۴۶. آنها با گاز سمی بارگیری می‌شدند و قرار بود برای دفع این مواد در دریای شمال شناور شوند.

عملیات قعر دریا (انگلیسی: Operation Davy Jones' Locker) عملیات مشترک نظامی بریتانیا و ایالات متحده آمریکا از سال ۱۹۴۶ تا ۱۹۴۸ بود. این عملیات شامل ریختن سلاح‌های شیمیایی آلمانی به قعر دریا پس از جنگ جهانی دوم دوم بود.

## پیشینه
پس از شکست نازی‌ها در جنگ جهانی دوم، متحدان اشغالگر مقادیر زیادی جنگ‌افزار شیمیایی نیروهای آلمانی را کشف کردند. آنها به سرعت «کمیته قاره‌ای تخلیه و بارافکنی» را تشکیل دادند و در مورد نحوه امحاء و دفع مواد شیمیایی به توافق رسیدند. متفقین تصمیم گرفتند که هر یک از چهار کشور، تسلیحات آلمانی را در قلمرو اشغالی خود، به هر نحوی که برایشان راحت‌تر است، نابود کنند. در مجموع ۲۹۶٬۱۰۳ تن سلاح شیمیایی پیدا شد که در بین هر یک از چهار منطقه آلمان تحت اشغال متفقین تقسیم شده‌است. این عملیات نام خود را از یک اصطلاح عامیانه در زبان انگلیسی می‌گیرد که به معنای «قعر دریا/ته دریا» است.

## عملیات
ایالات متحده آمریکا بین ژوئن ۱۹۴۶ و اوت ۱۹۴۸ عملیات قعر دریا را انجام داد که شامل ۳۸ کشتی حاوی ۳۰٬۰۰۰ تا ۴۰٬۰۰۰ تن جنگ‌افزار شیمیایی آلمانی بود. ۹ کشتی در تنگه اسکاگراک در دریای بالتیک و دو کشتی دیگر در دریای شمال غرق شدند. این یازده کشتی در طول پنج بارافکنی جداگانه در منطقه اسکاندیناوی غرق شدند.